# 남자는 괴로워 (1973년 영화)
《남자는 괴로워》(L'Evenement Le Plus Important Depuis Que L'Homme A Marche Sur La Lune)는 이탈리아에서 제작된 자크 드미 감독의 1973년 영화이다. 까뜨린느 드뇌브 등이 주연으로 출연하였다.

## 출연

### 주연
- 까뜨린느 드뇌브
- 마르첼로 마스트로야니

### 조연
- 마델레인 바버리
- 모리스 비로드
- 안드레 팔콘
- 레이몬드 제롬
- 토니 마샬
- 마리사 파밴
- 미셸린 프레슬
- Alice Sapritch

## 기타
- 미술: 버나드 에베인
- 의상: 기트 마그리니